# Klein Gundholz
Klein Gundholz ist eine Ortschaft und als Kleingundholz eine Katastralgemeinde der Stadtgemeinde Groß Gerungs im Bezirk Zwettl in Niederösterreich. Die Ortschaft hat 46 Einwohner (Stand 1. Jänner 2024).
Das Dorf liegt etwas südlich in einem Seitental der Zwettl. Zum Ort gehört auch die Ortslage Rosenmayermühle, die von der Zwettl angetrieben wird.

## Geschichte
Laut Adressbuch von Österreich waren im Jahr 1938 in Klein Gundholz ein Landesproduktehändler, eine Schneiderin, ein Viehhändler und einige Landwirte ansässig. Außerhalb des Ortes ist zudem die Rosenmayermühle als Mühle samt Sägewerk verzeichnet.

## Siedlungsentwicklung
Zum Jahreswechsel 1979/1980 befanden sich in der Katastralgemeinde Kleingundholz insgesamt 17 Bauflächen mit 6.062 m² und 5 Gärten auf 302 m², 1989/1990 gab es 17 Bauflächen. 1999/2000 war die Zahl der Bauflächen auf 46 angewachsen und 2009/2010 bestanden 29 Gebäude auf 49 Bauflächen.

## Bodennutzung
Die Katastralgemeinde ist landwirtschaftlich geprägt. 83 Hektar wurden zum Jahreswechsel 1979/1980 landwirtschaftlich genutzt und 40 Hektar waren forstwirtschaftlich geführte Waldflächen. 1999/2000 wurde auf 78 Hektar Landwirtschaft betrieben und 41 Hektar waren als forstwirtschaftlich genutzte Flächen ausgewiesen. Ende 2018 waren 75 Hektar als landwirtschaftliche Flächen genutzt und Forstwirtschaft wurde auf 42 Hektar betrieben. Die durchschnittliche Bodenklimazahl von Kleingundholz beträgt 17,4 (Stand 2010).